# Duncan IV conte di Fife
Duncan, IV conte di Fife (1289 – 1353), a periodi alterni fu Guardiano di Scozia e governò il Fife per praticamente tutta la vita, ultimo dei conti di Fife di ascendenza gaelica.

## La vita
Duncan, IV conte di Fife nacque nel 1289 nello stesso anno in cui suo padre, Duncan, III conte di Fife venne assassinato; sua madre era Joan de Clare (1264-dopo il 1302), figlia di Gilberto di Clare, VII conte di Gloucester. Ancora bambino divenne Mormaer del Fife e data la sua giovane età l'atto dell'incoronazione di Giovanni di Scozia, avvenuta nel 1292, e solitamente di diritto come onore al conte di Fife, venne demandata a un altro nobile del regno. Quattordici anni dopo Duncan mancò anche a quella di Roberto I di Scozia perché prigioniero degli inglesi e le sue veci vennero fatte dalla sorella Isabella MacDuff.
All'inizio il supporto di Duncan alla causa di Roberto I era piuttosto dubbio, ma dopo la vittoria scozzese alla Battaglia di Bannockburn Duncan iniziò a supportarlo tanto che gli rimise il contado perché il re glielo ridonasse. L'accordo raggiunto fece sì che Roberto gli ridesse il Fife, venne stilato un accordo per il quale le armi del contado, molto simili a quelle reali, non sarebbero state mutate e che, se Duncan fosse morto senza eredi, le sue terre sarebbero andate ad Alan di Menteith. Questa misura venne presa perché la moglie di Duncan era ancora in Inghilterra, egli nel 1306 s'era sposato con Mary de Morthermere, costei era figlia di Rodolfo Morthermer, I Barone di Monthermer e Giovanna Plantageneta; Giovanna non solo era una delle figlie di Edoardo I d'Inghilterra, ma era stata anche la seconda moglie di Gilberto di Clare, VII conte di Gloucester, nonno paterno di Duncan. Illustri e complesse parentele a parte quando Duncan era tornato in patria nel 1314 lo fece senza Mary che lo raggiunse solo nel 1320. Ecco il perché della misura precedente, senza una moglie al fianco gli uomini del Fife erano ansiosi di sistemare la successione in modo da conservarla entro i propri confini.
Negli anni seguenti Duncan presenziò alla scrittura del Trattato di Edimburgo-Northampton e fu fra i firmatari della Dichiarazione di Arbroath.
Nel 1332 combatté alla Battaglia di Dupplin Moor dove gli scozzesi sostenitori del giovane Davide II di Scozia si scontrarono con i seguaci anglofili di Edoardo Balliol, Duncan venne catturato e cambiò casacca schierandosi con gli inglesi tanto che lo incoronò insieme a William Sinclair, Vescovo di Dunkeld, un altro aderente dei Bruce che aveva cambiato partito.
Tuttavia Duncan tornò presto sui propri passi e l'anno dopo combatté ancora con gli scozzesi alla Battaglia di Halidon Hill dove venne catturato nuovamente. Diversi anni dopo, nel 1346 Duncan venne processato per tradimento e condannato a morte da Edoardo III d'Inghilterra, ottenuta la grazia gli venne permesso di tornare in Scozia per mettere insieme il riscatto nel 1350. 
Duncan morì nel 1353 senza lasciare eredi maschi, ma solo una figlia:
- Isabella, contessa di Fife.

Isabella ereditò terre e titolo perché Alan di Menteith era morto decenni prima, ella non ebbe figli maschi e circa diciotto anni prima di morire, nel 1371, lasciò il contado al reggente Robert Stuart.